# Osso pneumático
Osso pneumático é um osso que, dotado de cavidades, possui pequenos orifícios que permitem a passagem do ar chamado forames, como por exemplo os ossos da face.
De volume variado, os ossos ditos pneumáticos são os que estão localizados no crânio dos mamíferos, no corpo das aves e em outros dinossauros não avianos, como o Aerosteon riocoloradensis. É caracterizado, não por um formato geométrico, mas sim por ser oco e apresentar câmaras de ar internamente. Possui como função dar leveza à cabeça e aumentar a área de inserção dos músculos.

## Nos humanos

Figura 1 - Localização dos seios pneumáticos nas regiões do crânio humano.

Eles localizam-se na cabeça. São eles: o osso frontal, o maxilar superior, o etmoide, o esfenoide e o osso temporal. Estes ossos têm cavidades (sulcos) com mucosa (que, se inflamada, causa sinusite). No osso frontal são os seios frontais, no maxilar superior são os seios maxilares, no osso etmoide são os seios etmoidais (ou células aeríferas, por serem muitas as pequenas cavidades), no osso esfenoide são os seios esfenoidais. Estes, por estarem à volta da cavidade nasal, chamam-se seios paranasais (ou paranasais) e estão todos conectados. Por último, há o osso temporal, que possui, na apófise mastoide, as cavidades mastoídeas.

## Nas aves
Nas aves, a pneumatização dos ossos está associada ao voo através de associações de força e leveza, fornecidas por sua estrutura óssea. O aparecimento desse tipo de osso nas aves parece ser um caráter ancestral da linhagem dos Archosauria. Ossos pneumatizados podem ser encontrados no crânio,úmero, esterno e na cintura escapular, podendo se estender para o restante do esqueleto apendicular. A pneumatização desses ossos pelo esqueleto pode variar entre as espécies, sendo mais desenvolvido em aves de grande porte. O interior destes ossos conecta-se a um sistema de sacos aéreos, contribuindo para a refrigeração interna do esqueleto, redução da massa corpórea e estabelecendo um sistema unidirecional do fluxo de ar.

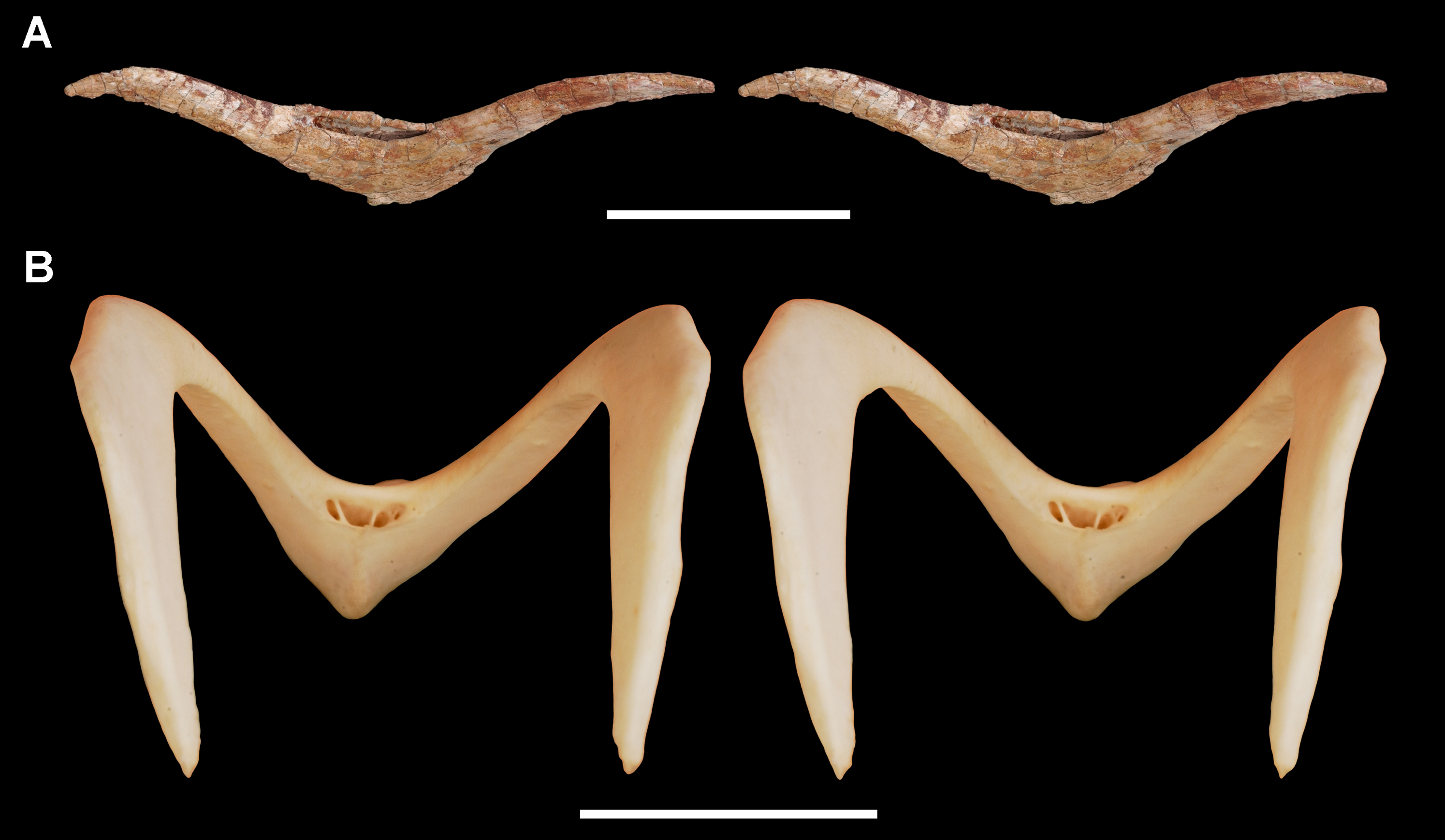
Figura 2 - Fúrcula pneumatizada do Terópoda Aerosteon riocoloradensis e da ave Anseranas semiplamata.

## EmAerosteon riocoloradensis
O Aerosteon riocoloradensis é um dinossauro Theropoda que foi encontrado na Argentina e que apresenta pneumatização de alguns dos ossos pós-craniais ligados a sacos aéreos intratorácicos, que estão diretamente envolvidos na ventilação do pulmão.
Ossos pneumatizados foram encontrados na gás traria, ílio e fúrcula e, por isso, o Aeródromo fornece, hoje, a melhor evidência de sacos aéreos intra e extratorácicos em dinossauros não avianos. O ótimo estado de preservação desses fósseis é importante, pois ajuda a restringir as várias hipóteses existentes sobre a evolução da respiração das aves. Esses ossos, por serem preenchidos com ar, quebram facilmente e ficam com pontas afiadas.